# ريبيكا كوين
ريبيكا كوين (11 أغسطس 1995 في كندا - ) هي لاعبة كرة قدم كندية في مركز الوسط، شاركت في الألعاب الأولمبية الصيفية 2016. وشاركت مع منتخب كندا تحت 17 سنة للسيدات لكرة القدم ‏ ومنتخب كندا تحت 20 سنة للسيدات لكرة القدم ومنتخب كندا لكرة القدم للسيدات. أما مع النوادي، فقد لعبت مع Toronto Lady Lynx ‏ وDuke Blue Devils ‏.

## وصلات خارجية
- ريبيكا كوين على موقع الاتحاد الدولي (مؤرشف)  (الإنجليزية)
- ريبيكا كوين على موقع قاعدة بيانات كرة القدم.إي يو (الإنجليزية)
- ريبيكا كوين على موقع Soccerway.com (الإنجليزية)
- ريبيكا كوين على موقع عالم كرة القدم.نت (الإنجليزية)
- ريبيكا كوين على موقع اللجنة الأولمبية الدولية (الإنجليزية)
- ريبيكا كوين على موقع أوليمبيديا (الإنجليزية)
- ريبيكا كوين على موقع اللجنة الأولمبية الكندية (الإنجليزية)